# Itaguaí (tiểu vùng)
Itaguaí là một tiểu vùng thuộc bang Rio de Janeiro, Brasil. Tiều vùng này có diện tích 907 km², dân số năm 2007 là 171826 người.